# Hraniční přechod Pazarkule-Kastanies

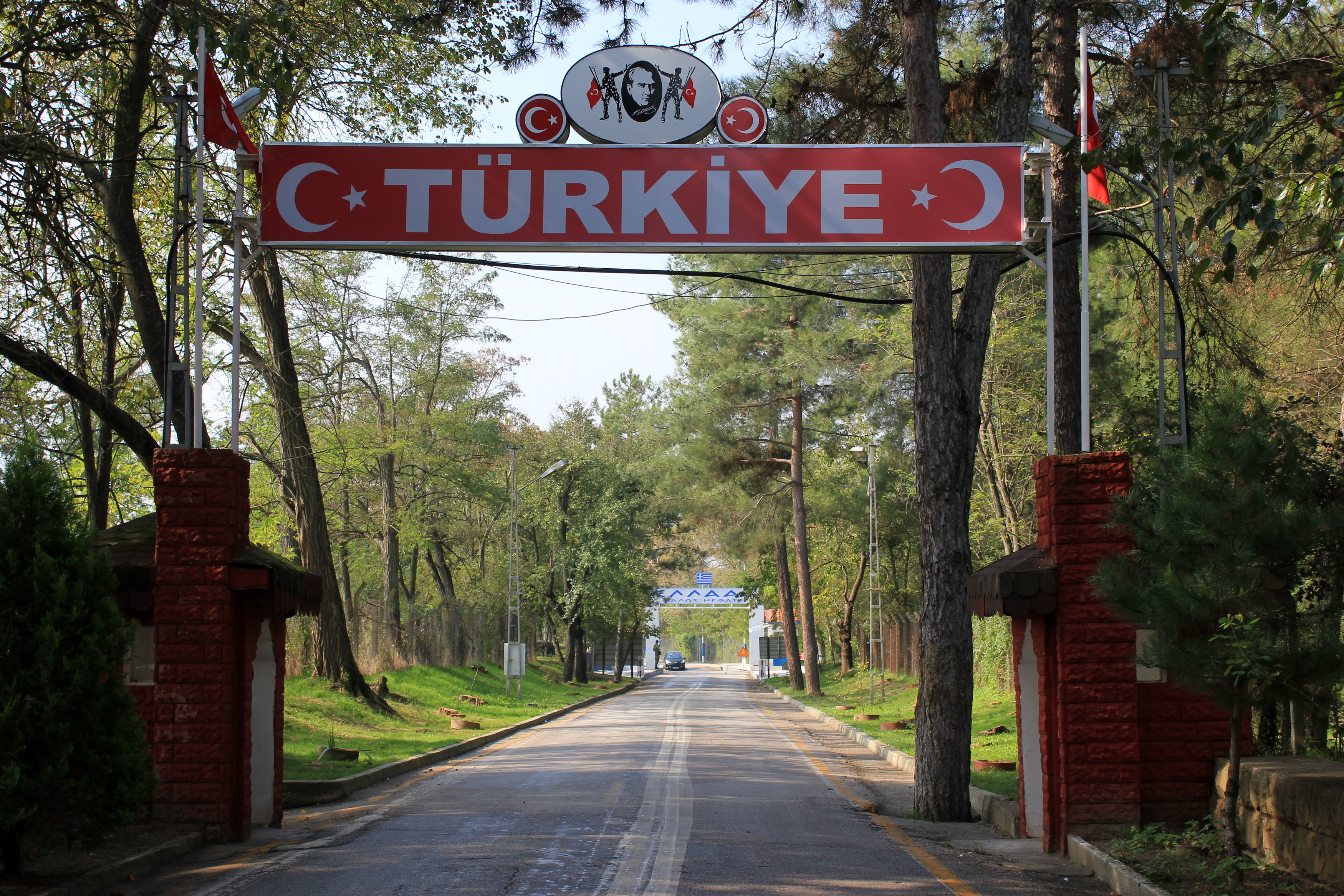
Silnice mezi oběma celnicemi.

Hraniční přechod Pazarkule-Kastanies je silniční hraniční přechod mezi Tureckem a Řeckem. Nachází se západně od tureckého města Edirne. Jedná se o jediný hraniční přechod mezi oběma zeměmi, kde společná hranice neprochází řekou Marica, nýbrž po otevřené a rovné krajině.
Přechod se nachází na hranici tak, jak byla ustanovena na základě Lausannské smlouvy. Přechod je vnějším přechodem na území EU a Schengenského prostoru.
V únoru 2020 se přechod stal místem pokusů o překročení hranice ze strany migrantů, postupujících do Evropy z Turecka. Počet uprchlíků se na přelomu února a března v blízkosti hraničního přechodu začal zvyšovat a dosahovat až několika desítek tisíc. Do oblasti byla povolána řecká armáda.